# Cristaria calderana
Cristaria calderana är en malvaväxtart som beskrevs av M. Munoz-schick. Cristaria calderana ingår i släktet Cristaria och familjen malvaväxter. Inga underarter finns listade i Catalogue of Life.